# Kinésphère
Théorisée par Rudolf Laban, la kinésphère désigne l'espace accessible directement aux membres d'une personne, elle s'étend tout autour d'elle, jusqu'à l'extrémité de ses doigts et pieds tendus dans toutes les directions. Cette sphère imaginaire placée autour de la personne est surtout utilisée en danse et en théâtre et symbolise l'espace personnel de l'artiste qui est le centre de cette sphère. 
La kinésphère peut se départager en 3 plans :
- le plan de la table (horizontal)
- le plan de la porte (vertical)
- le plan de la roue (sagittal)

Cette sphère est en réalité un icosaèdre. Cette kinésphère est également composée de 6 directions principales (devant, derrière, gauche, droite, haut, bas) et de 12 directions secondaires.